# Rory McCann
Rory Philip McCann (Glasgow, 24 de abril de 1969) é um ator escocês, mais conhecido por interpretar Sandor "Cão de Caça/The Hound" Clegane na série de televisão Game of Thrones da HBO.

## Biografia
McCann nasceu em Glasgow, Escócia. Antes de começar a atuar, ele trabalhou como pintor em propriedades ao sul de Glasgow. Seu primeiro trabalho como ator foi em um comercial para a Scott's Porage Oats, uma marca de cereal, vestido com um colete e um kilt. Em 2002 ele apareceu na série de TV The Book Group como Kenny McLeod, um personal trainer. Desde então, McCann atuou nas séries Peter in Paradise, como Pedro, o Grande, e Shameless. Ele estreou em Hollywood no filme Alexander (2004). Em 2007, ele apareceu em Hot Fuzz. Em 2008, ele atuou no filme The Crew's e em 2010 no filme Clash of the Titans. Em 2011, ele começou a atuar na série de televisão Game of Thrones da HBO, baseada na série de livros As Crônicas de Gelo e Fogo de George R. R. Martin, como Sandor "Cão de Caça" Clegane.